# 埃爾拉多黃金
埃爾拉多黃金（Eldorado Gold）是一家位於加拿大溫哥華的金礦開採公司，在數個海外國家有金礦開採業務。

## 收購
2009年8月宣佈將以20億加元的價格收購澳華黃金。
2011年12月宣佈將以25億加元的價格收購歐洲金田，這是該公司最大的收購項目。

## 外部連結
- Official site（页面存档备份，存于）
- SEDAR Profile （页面存档备份，存于）
- Reuters Profile （页面存档备份，存于）